# Gulspetssjuka
Gulspetssjuka är en bristsjukdom som drabbar sädesslagen, speciellt havre och korn, orsakad av kopparbrist.
Gulspetssjuka leder till att bladspetsarna blir bleka och nedhängande, och skördeutbytet blir starkt nedsatt. Gulspetssjuka orsakas av ogynnsamma markförhållanden, exempelvis lågt pH som resulterar i kopparbrist. Detta beror på att det kopparrika proteinet plastocyanin är viktig för växternas fotosyntes. Kopparbrist är därför något som kan drabba alla kärlväxter, vilket resulterar i liknade symptom, men det är just hos sädesslagen som det benämns gulspetssjuka.